# センナ
センナ（学名：Senna alexandrina、シノニムCassia angustifolia M. Vahl、C. acutifolia Delile等）とは、マメ科ジャケツイバラ亜科の植物である。生薬名としては本種の小葉を指す（日本薬局方での基原植物の定義による）。
上エジプト（特にヌビア地方）とスーダンのハルツーム付近に自然分布し、栽培もされている。この他、インドやソマリアでも栽培されている。種小名は「アレクサンドリアの」という意味で、上エジプトで収穫されたセンナがラクダの隊商によってアレクサンドリアに運ばれ、ヨーロッパやアジアに輸出されていたことに由来する。ラテン語の属名「センナ」もアラビア語のサナー（سنا）に由来する。

上記の基原植物の学名、和名に混乱があるようであるが、センナ、ホソバセンナ、アレクサンドリアセンナ、チンネベリセンナなどがこれにあたる。

## 作用機序、関連医薬品

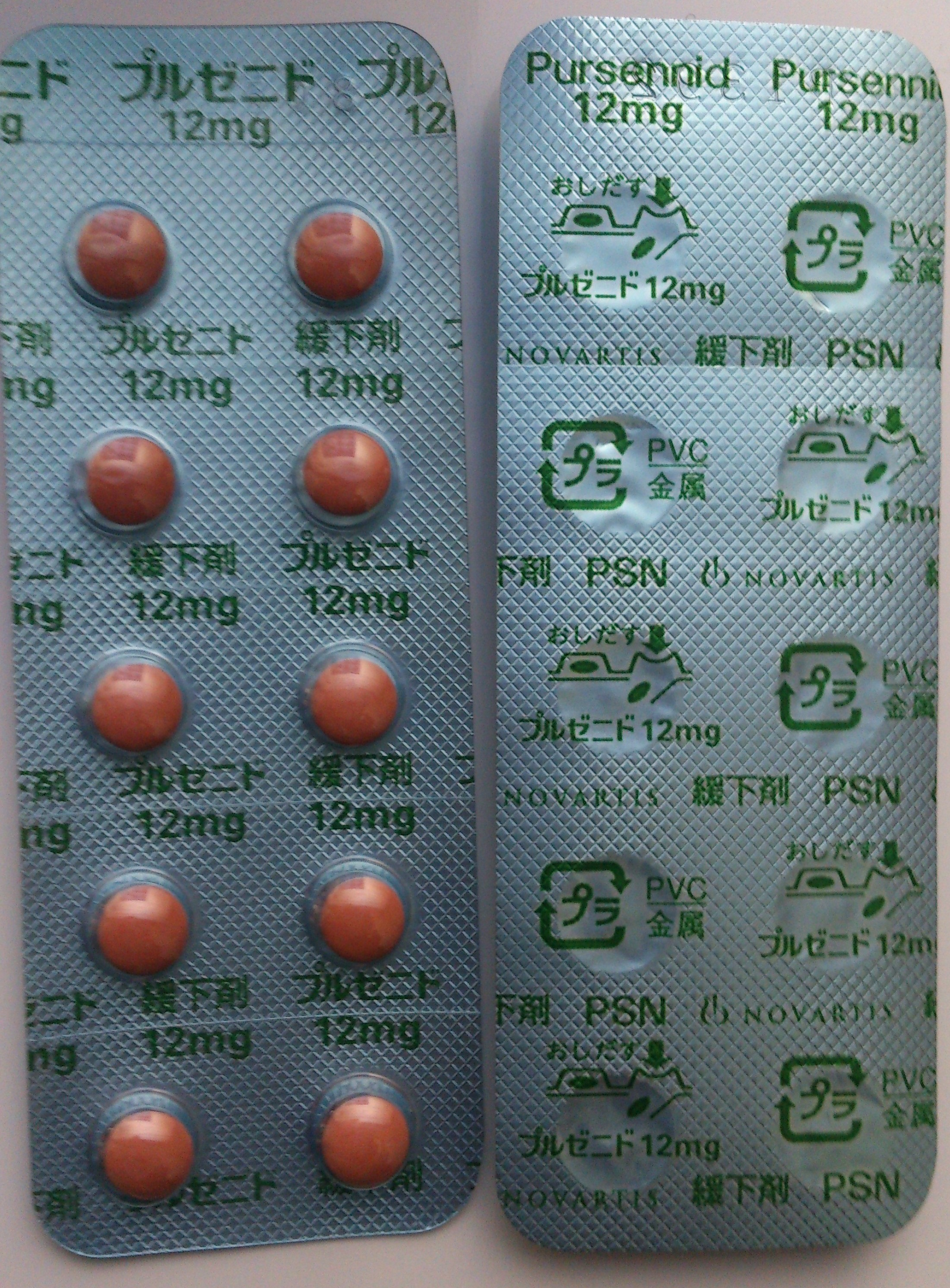
プルゼニド錠12mg(ノバルティス)

生薬としての「センナ」は瀉下剤である。有効成分はアントラキノン類およびその配糖体。
薬理成分のセンノシド (sennoside) が腸内細菌により代謝分解され、瀉下効果を示す。このセンノシドを成分としたソルダナ、プルゼニドといった多数の医薬品（いずれも商品名）もあり、胃のレントゲン検査後のバリウム（正確には硫酸バリウム）排泄の目的や便秘症に用いられる。かつては堕胎に使われていたという説もある。

## センナを含む健康茶について
日本薬局方での基原植物に該当するセンナの果実・小葉・葉柄・葉軸は医薬品として扱われるので、食品である健康茶などに含まれることは許されない。しかし、ダイエット効果を謳う健康茶などに含まれていることがあり、薬事法違反の無承認無許可医薬品となり回収騒ぎに発展することがある。
また、食品である健康茶などに効能を謳うこと自体が成分にかかわらず薬事法違反であるし、瀉下剤でダイエットというのも無茶なことである。
なお、センナの茎は効能を謳わない限り食品扱いである。従って、効能を謳わないならば食品である健康茶などに茎が含まれていても法的には問題はなく、実際にそのようなものが市販されている。食品と医薬品の区別については、医薬品#食薬区分を参照。